# Nawa (Afghanistan)
Nawa è una città dell'Afghanistan, di circa 20.000 abitanti, capoluogo dell'omonimo distretto, e situata nella provincia di Ghazni.

## Nel mare ci sono i coccodrilli
Nawa è il posto dove viveva Enaiatollah Akbari noto per il libro in cui racconta il suo viaggio dall'Afghanistan all'Italia passando per Grecia, Turchia, Iran e Pakistan. 
Questo libro é una grande fonte di informazione per quello che succede agli Hazara, perseguitati dai Talebani e dai Pashtun. 

## Situazione sociopolitica
La situazione di instabilità politica è, in questa zona, particolarmente accentuata. Nella città sono frequentissimi casi di bombardamenti a danno della gente locale, seminazione di mine e di altri ordigni sulle strade (principalmente ad opera dei talebani), sparatorie, attentati terroristici di qualsiasi tipo, specie a carico di occidentali, e nelle infrastrutture alla periferia.